# Liste der Monuments historiques in Servon-sur-Vilaine
Die Liste der Monuments historiques in Servon-sur-Vilaine führt die Monuments historiques in der französischen Gemeinde Servon-sur-Vilaine auf.

## Liste der Objekte
| Bezeichnung                    | Beschreibung | Standort                       | Kennzeichnung | Schutzstatus | Datum | Bild |
| ------------------------------ | ------------ | ------------------------------ | ------------- | ------------ | ----- | ---- |
| Gemälde Saint Pierre repentant | um 1800      | in der Kirche St-Martin (Lage) | PM35003017    | Inscrit      | 2013  |      |